# NGC 1961
NGC 1961 je galaksija u zviježđu Žirafi.

## Vanjske poveznice
- SEDS: NGC 1961